# Cinnycerthia peruana
Cinnycerthia peruana е вид птица от семейство Troglodytidae.

## Разпространение
Видът е разпространен в Перу.